# Baywatch. Słoneczny patrol
Baywatch. Słoneczny patrol (ang. Baywatch) – amerykański film komediowy z gatunku akcja z 2017 roku w reżyserii Setha Gordona, powstały na podstawie serialu telewizyjnego pod tym samym tytułem. Wyprodukowany przez wytwórnię Paramount Pictures. Główne role w filmie zagrali Dwayne Johnson, Zac Efron, Alexandra Daddario, Kelly Rohrbach, Jon Bass, Ilfenesh Hadera i Priyanka Chopra.
Premiera filmu odbyła się w Stanach Zjednoczonych 25 maja 2017. W Polsce premiera filmu odbyła się 9 czerwca 2017.

## Obsada
- Dwayne Johnson jako Mitch Buchannon
- Zac Efron jako Matt Brody
- Alexandra Daddario jako Summer Quinn
- Kelly Rohrbach jako C.J. Parker
- Priyanka Chopra jako Victoria Leeds
- Jon Bass jako Ronnie
- Ilfenesh Hadera jako Stephanie Holden
- Yahya Abdul-Mateen II jako Garner Ellerbee
- Rob Huebel jako Don Thorpe
- Hannibal Buress jako technik Dave
- Jack Kesy jako Leon
- David Hasselhoff jako Mitch

i inni.

## Produkcja
Zdjęcia do filmu kręcono w Savannah i Tybee Island w stanie Georgia oraz Miami i Boca Raton w stanie Floryda w Stanach Zjednoczonych.

## Odbiór

### Box office
Z dniem 4 czerwca 2017 roku film Baywatch. Słoneczny patrol zarobił $41.7 mln w Stanach Zjednoczonych i w Kanadzie, a $25.5 mln w innych terytoriach na całym świecie; łącznie $67.2 mln.

### Krytyka w mediach
Film Baywatch. Słoneczny patrol spotkał się z negatywnymi recenzjami od krytyków. W serwisie Rotten Tomatoes średnia ocen filmu wyniosła 20% ze średnią oceną 4,2 na 10. Na portalu Metacritic średnia ocen wyniosła 38 punktów na 100.

### Nagrody
| Rok  | Nagroda            | Kategoria                                     | Nominowani                 | Rezultat  | Przypis |
| ---- | ------------------ | --------------------------------------------- | -------------------------- | --------- | ------- |
| 2017 | Teen Choice Awards | Ulubiony aktor komedii                        | Zac Efron                  | Wygrana   | [ 9 ]   |
| 2017 | Teen Choice Awards | Ulubiony aktor komedii                        | Dwayne Johnson             | Nominacja | [ 9 ]   |
| 2017 | Teen Choice Awards | Ulubiona aktorka komedii                      | Alexandra Daddario         | Nominacja | [ 9 ]   |
| 2017 | Teen Choice Awards | Ulubiony czarny charakter                     | Priyanka Chopra            | Nominacja | [ 9 ]   |
| 2017 | Teen Choice Awards | Ulubiony związek w opinii fanów               | Dwayne Johnson i Zac Efron | Nominacja | [ 9 ]   |
| 2018 | Złote Maliny       | Najgorszy film                                | Baywatch                   | Nominacja | [ 10 ]  |
| 2018 | Złote Maliny       | Najgorszy aktor                               | Zac Efron                  | Nominacja | [ 10 ]  |
| 2018 | Złote Maliny       | Najgorszy prequel, sequel, remake lub plagiat | Baywatch                   | Nominacja | [ 10 ]  |
| 2018 | Złote Maliny       | Najgorszy scenariusz                          | Damian Shannon, Mark Swift | Nominacja | [ 10 ]  |